# Дроздовка (Алнаський район)
Дроздо́вка (рос. Дроздовка) — присілок у складі Алнаського району Удмуртії, Росія.

## Населення
Населення — 138 осіб (2010; 151 в 2002).
Національний склад станом на 2002 рік:
- росіяни — 68 %

## Урбаноніми[3]
- вулиці — Нова, Центральна